# Пас-де-ла-Каза
Ель-Пас-де-ла-Каза (кат. El Pas de la Casa) — місто та гірськолижний курорт громади Енкамп, в Андоррі, розташоване на кордоні з Францією в гірськолижному районі Грандваліра.

## Короткий опис
Місто розташоване біля перевалу Пас-де-ла-Каза, що знаходиться на піренейському вододілі на висоті 2408 м.

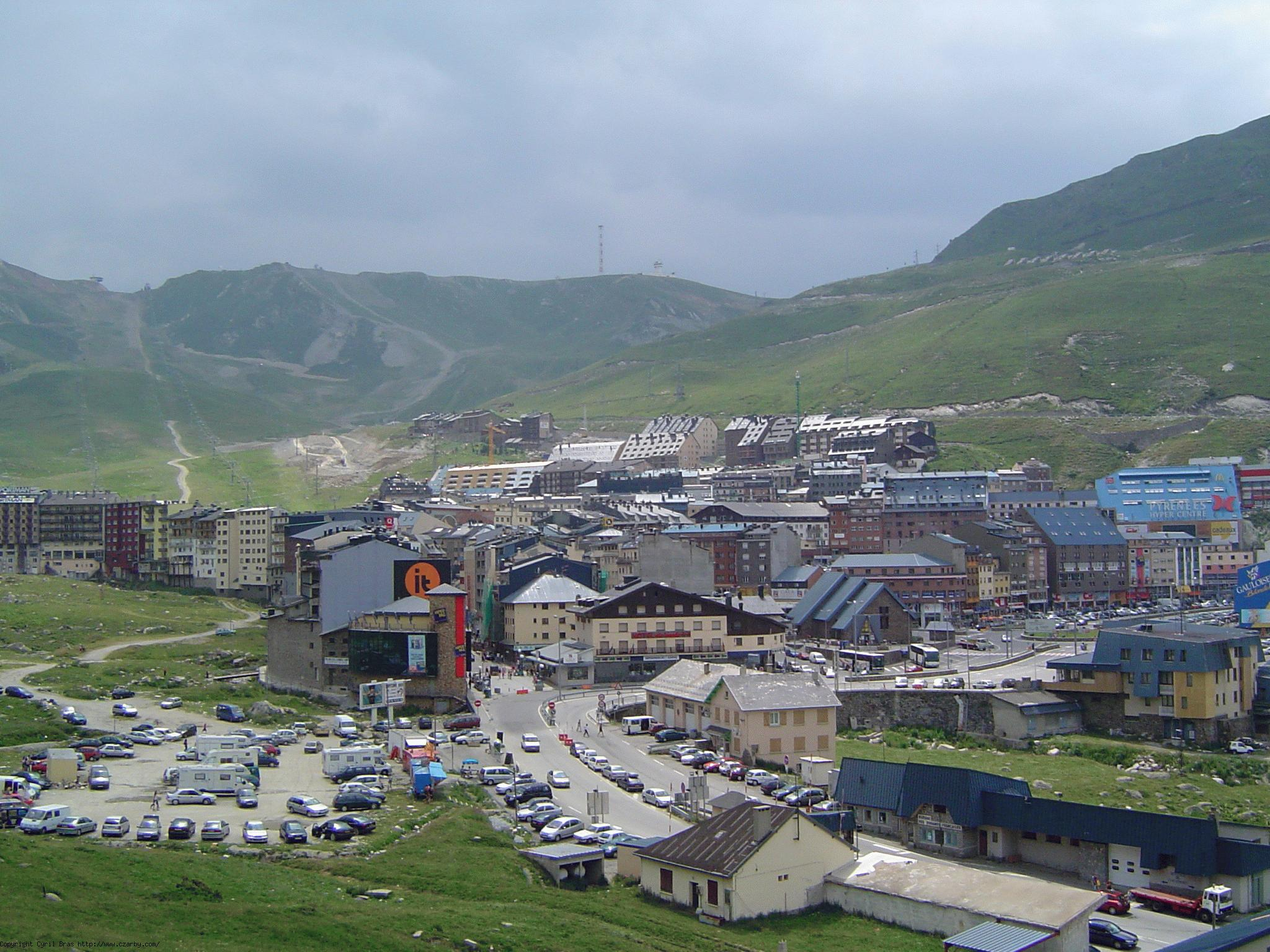
Вигляд міста

Власне курорт знаходиться на стороні перевалу, зверненій до Франції. Перший підйомник був відкритий 1957 року. Зараз на курорті 31 підйомник, 100 км гірськолижних трас і 6,26 км ² площі катання. Найвища точка курорту розміщується на висоті 2460 м. Курорт Пас-де-ла-Каса є найбільш сніжним та високогірним в Андоррі, а також найбільш доступним. Переважно відвідується туристами з Великої Британії та Ірландії, а також Франції та Іспанії. Офіційною мовою є каталонська, хоча поширена і французька.
У місті існує так званий Валірський фронт звільнення (фр. Front Envaliran de Libération), рух, що виступає за перехід до складу Франції через значну близькість до неї. Проте ВФЗв не має значного впливу.